# Aute Cuture
Singles de Rosalía
Barefoot in the Park
(2019) Milionària
(2019)
Aute Cuture est une chanson de la chanteuse espagnole Rosalía sortie le 30 mai 2019 sous le label Sony Music.

## Contexte
Elle chante la chanson pour la première fois en juin 2018 lors de sa venue au festival de musique Sónar qui se déroule à Barcelone. 
Le 28 mai 2019, Rosalía annonce la sortie de la chanson et poste un aperçu de la vidéo sur les réseaux sociaux. Elle déclare avoir écrit la chanson avant de se lancer dans la tournée El Mal Querer Tour et qu'elle prend suffisamment de temps pour sortir le meilleur clip correspondant à la chanson. La sortie de la chanson et du clip  marquent le premier anniversaire de la sortie de son single Malamente.

## Clip
Le clip est publié le 30 mai 2019 sur YouTube. Il met en scène la chanteuse avec un groupe de femmes nommé « Mystic Beauty Gang » et le clip est décrit comme étant « une célébration de la féminité pure et dure ». 

## Usage commercial
En 2021, la chanteuse s'associe à la marque de cosmétique MAC Cosmetics et lance une collection au nom de Aute Cuture.